# بیل کینگهورن
بیل کینگهورن (انگلیسی: Bill Kinghorn; ۲۷ فوریهٔ ۱۹۱۲ – ۱ ژانویهٔ ۱۹۷۷) بازیکن فوتبال، و سرمربی (فوتبال) اهل بریتانیا بود.
از باشگاه‌هایی که در آن بازی کرده‌است می‌توان به باشگاه فوتبال منچستر سیتی و باشگاه فوتبال لیورپول اشاره کرد.